# Liste der Naturschutzgebiete in der Stadt Suhl
In der Thüringer Stadt Suhl gibt es ein Naturschutzgebiet.
| Name des Gebietes | Bild | Kennung | WDPA  | Landkreis / Stadt                         | Beschreibung / Bemerkungen | Standort | Fläche in Hektar | Datum der Verordnung |
| ----------------- | ---- | ------- | ----- | ----------------------------------------- | -------------------------- | -------- | ---------------- | -------------------- |
| Vessertal         |      | 109     | 14492 | Landkreis Hildburghausen, Ilm-Kreis, Suhl |                            | Position | 1643,6           | 1939                 |